# Eldar Šehić
Eldar Šehić (* 28. dubna 2000 Sarajevo) je bosenský profesionální fotbalista, který hraje na pozici levého obránce za český klub FK Pardubice, kde je na hostování z Baníku Ostrava. Je také bývalým bosenským mládežnickým reprezentantem.

## Klubová kariéra
Šehić zahájil svou profesionální kariéru v týmu FK Željezničar Sarajevo, odkud v roce 2019 odešel na hostování do TOŠK Tešanj.
V létě 2021 opustil Željezničar a posílil Karvinou. Po jedné sezóně v české nejvyšší soutěži přestoupil do Baníku Ostrava.
Dne 21. srpna 2024 Šehić odešel do Pardubic na roční hostování bez opce.

## Statistiky

### Klubové
K 9. srpnu 2021
| Klub                | Sezóna  | Liga                     | Liga   | Liga | Pohár  | Pohár | Evropské poháry | Evropské poháry | Celkem | Celkem |
| Klub                | Sezóna  | Liga                     | Zápasy | Góly | Zápasy | Góly  | Zápasy          | Góly            | Zápasy | Góly   |
| ------------------- | ------- | ------------------------ | ------ | ---- | ------ | ----- | --------------- | --------------- | ------ | ------ |
| Željezničar         | 2018/19 | Premijer liga            | 4      | 0    | 1      | 0     | 0               | 0               | 5      | 0      |
| Željezničar         | 2019/20 | Premijer liga            | 1      | 0    | 0      | 0     | —               | —               | 1      | 0      |
| Željezničar         | 2020/21 | Premijer liga            | 18     | 0    | 2      | 0     | 1               | 0               | 21     | 0      |
| Željezničar         | Celkem  | Celkem                   | 23     | 0    | 3      | 0     | 1               | 0               | 27     | 0      |
| TOŠK Tešanj (host.) | 2018/19 | Prva nogometna liga FBiH | 12     | 0    | 0      | 0     | —               | —               | 12     | 0      |
| TOŠK Tešanj (host.) | 2019/20 | Prva nogometna liga FBiH | 13     | 1    | 1      | 0     | —               | —               | 14     | 1      |
| TOŠK Tešanj (host.) | Celkem  | Celkem                   | 25     | 1    | 1      | 0     | —               | —               | 26     | 1      |
| MFK Karviná         | 2021/22 | Fortuna:Liga             | 0      | 0    | 0      | 0     | —               | —               | 0      | 0      |
| Celkem              | Celkem  | Celkem                   | 48     | 1    | 4      | 0     | 1               | 0               | 53     | 1      |